# Magát Krisztina
Magát Krisztina (1989. március 2. –) Európa-bajnok magyar súlyemelő.

## Sportpályafutása
2009-ben a tizenegyedik lett az Európa-bajnokságon, a világbajnokságon pedig a 19. helyen végzett. 2010-ben tizenegyedik volt az Európa-bajnokságon és a 18. világbajnokságon, míg az U23-as korosztályban Európa-bajnok lett. A 2011-es Universiadén negyedik lett. 2012-ben hatodik volt az Európa- bajnokságon.
A 2013-as tiranai Európa-bajnokságon a 75+ kilogrammosok mezőnyében negyedik lett, ám utólag bronzérmet vehetett át, mert a győztes ukrán ukrán Szvitlana Cserniavszkát doppingvétség miatt kizárták. 2014 szeptemberében doppingvétségen érték, és 2015. szeptember 22-ig eltiltották.
A 2017-es Splitben rendezett Európa-bajnokságon a 90+ kilogrammosok mezőnyében szakításban, lökésben és így összetettben is bronzérmet szerzett. A világbajnokságon 8. lett. A 2018-as bukaresti Európa-bajnokságon szakításban Európa-bajnoki címet szerzett. A világbajnokságon szakításban 11., lökésben 14., míg összesítésben 12. lett.
2019 szeptemberében, a thaiföldi Pattayában rendezett világbajnokság előtt nem utazott el a válogatott tagjaival a verseny helyszínére. Gyurkovics Ferenc szövetségi kapitány úgy nyilatkozott, hogy a versenyző sérüléssel bajlódik, azonban később kiderült, hogy Magát doppingtesztje feltehetőleg pozitív lett. A Magyar Antidopping Csoport (MACS) később arra kérte a Magyar Súlyemelő-szövetséget, hogy Magát ne utazzon el a világbajnokságra. A MACS közleménye szerint a versenyző biológiai útlevelével adódtak problémák, amiért kérték a szövetséget, hogy függesszék fel az világbajnoki versenyzési jogát. 2020 októberében nyolc évre eltiltották.

## Díjai
- Az év magyar súlyemelője: 2008, 2009, 2010, 2013, 2017,[12] 2018[13]

## További információ
- Profil auf iwf.net